# Cintray, Eure

Cintray este o comună în departamentul Eure, Franța. În 1 ianuarie 2018 avea o populație de 453 de locuitori.